# Gränsen mellan Danmark och Sverige

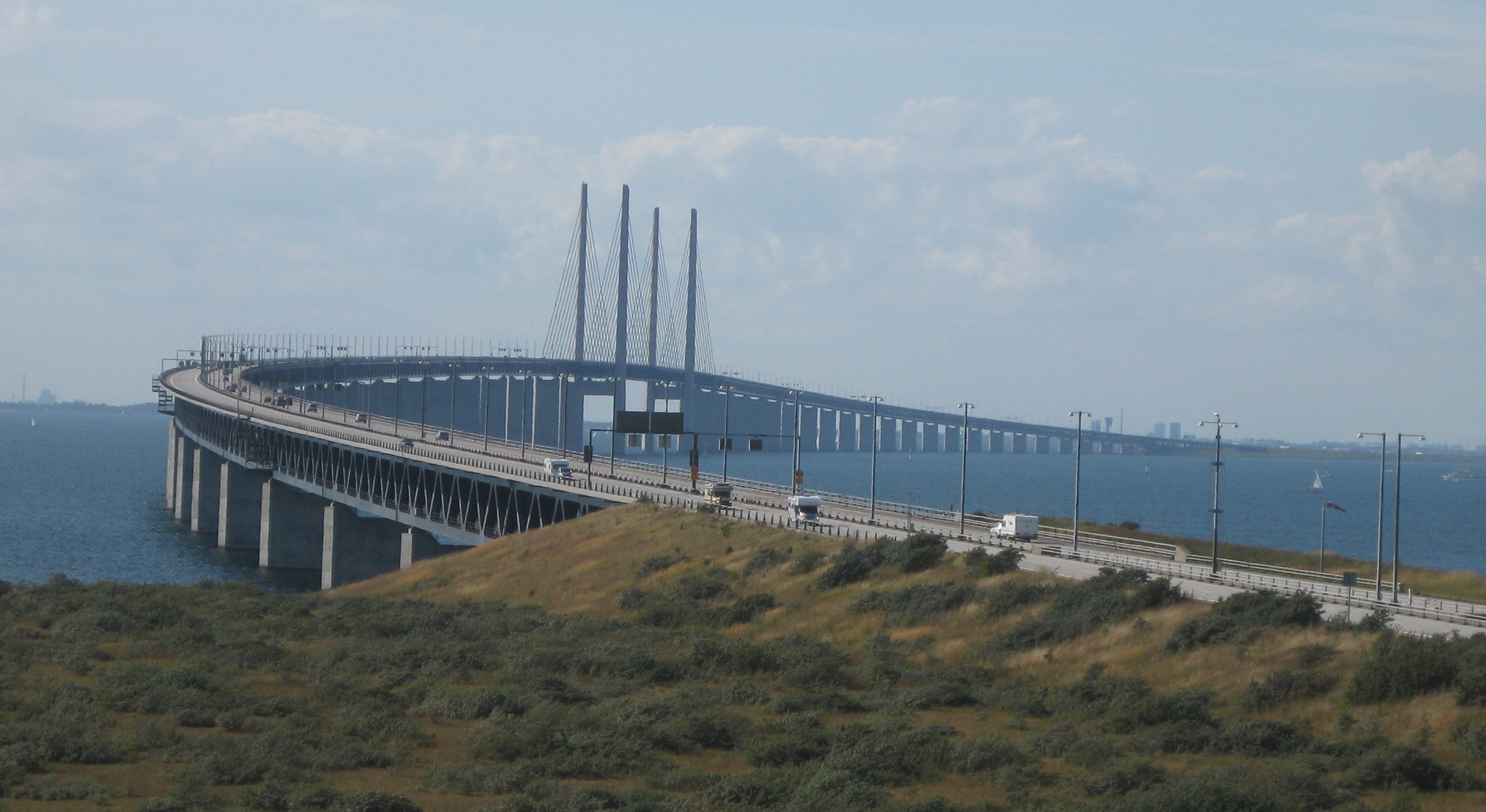
Öresundsbron är den mest trafikerade gränspassagen vid både Sveriges och Danmarks gränser.

Så här ser skyltarna ut som markerar Sverige vid gränsen. På Öresundsbron sitter skyltar av denna typ vid gränspunkten.

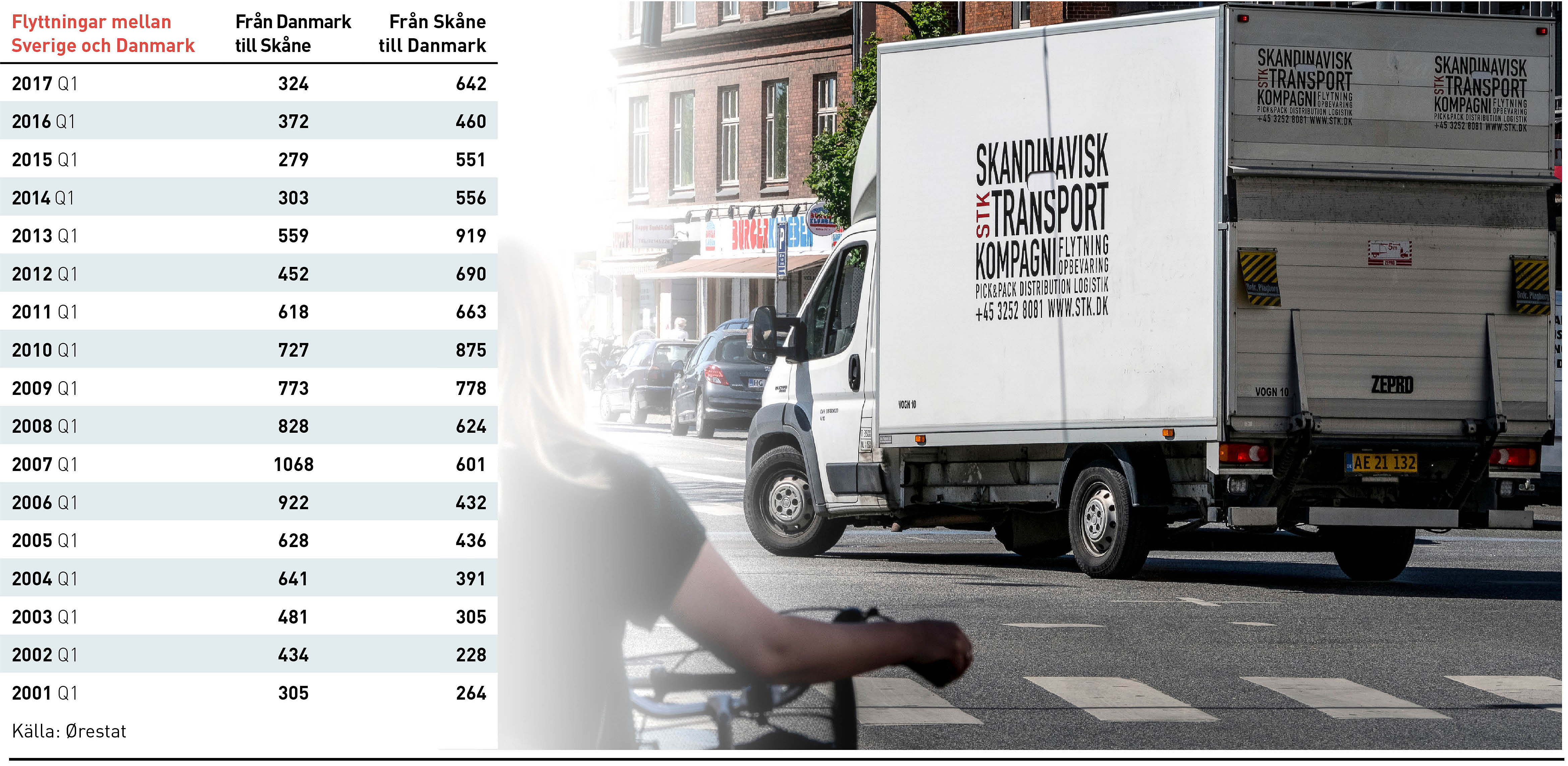
Flyttstatistik mellan Danmark och Sverige 2001–2017.

Gränsen mellan Danmark och Sverige är en statsgräns, som numer endast finns ute till havs, vid Öresund och i öster mellan Skåne och Bornholm, även om en konstgjord landförbindelse finns, Öresundsbron.

## Historia
Nuvarande gräns uppstod efter freden i Köpenhamn år 1660, när Sverige efter freden i Roskilde år 1658 innan hade erhållit Skåne, Halland, Blekinge från Danmark, och norska Bohuslän, men sedan förlorat Bornholm till Danmark igen.

## Gränskontroll
Passkontroll mellan Danmark och Sverige avskaffades delvis 1958 i samband med att nordiska passunionen infördes. och helt då Sverige och Danmark gick med i Schengensamarbetet år 2001. Gränskontroll återinfördes tillfälligt 2016. Tullkontroll har fullt ut funnits på svensk sida, dock i en lättare form från Schengensamarbetets införande år 2001. På den danska sidan har tullkontrollen mot Sverige varit mindre omfattande än på den svenska sidan.
År 2019 tillkännagav Danmarks myndigheter att man avsåg införa gränskontroller mot Sverige efter sprängattentat och skottlossning av gängkriminella med anknytning till Sverige.

## Gränsövergångar
Följande platser (flygresor ej inräknade) förbinder Danmark och Sverige:
- Färjelinjen Göteborg–Frederikshavn, bilfärja.
- Färjelinjen Halmstad–Grenå, bilfärja.
- Helsingborg–Helsingør, bilfärja (+ tågfärja 1892–1999).
- Malmö–Köpenhamn, motorväg och järnväg, Öresundsbron, öppnad 2000.
- Ystad–Rönne, bilfärja.